# Sydmelanesisk gråfågel
Sydmelanesisk gråfågel (Coracina caledonica) är en fågel i familjen gråfåglar inom ordningen tättingar.

## Utseende och läte
Sydmelanesisk gråfågel är en stor medlem av familjen med enfärgat matt skiffersvart fjäderdräkt och slående ljust öga. Stjärten är lång och näbben relativt knubbig. Vanligaste lätet består av en stigande vissling, ofta följt av ett gällt "kwa-kwawa-kwawa".

## Utbredning och systematik
Sydmelanesisk gråfågel delas in i fyra underarter med följande utbredning:
- Coracina caledonica thilenii – förekommer på Vanuatu (Espiritu Santo, Malo och Malakula)
- Coracina caledonica seiuncta – förekommer på Erromango (Vanuatu)
- Coracina caledonica lifuensis – förekommer på Lifou (Loyautéöarna)
- Coracina caledonica caledonica – förekommer på Nya Kaledonien

## Levnadssätt
Sydmelanesisk gråfågel hittas i skogsområden. Den ses vanligen i låglänta områden och förberg, framför allt i kustnära skogar.

## Status och hot
Arten har ett stort utbredningsområde, men tros minska i antal, dock inte tillräckligt kraftigt för att den ska betraktas som hotad. Internationella naturvårdsunionen IUCN listar arten som livskraftig (LC).